# Château de Boisy (Pouilly-les-Nonains)
Pour les articles homonymes, voir Château de Boisy.
Le château de Boisy, dit de Jacques Cœur (du XVe siècle) se situe dans la commune de Pouilly-les-Nonains (ayant intégré l'ancienne commune de St Martin-de-Boisy) sur le petit plateau de Boisy, une basse région du canton de Saint-Haon-le-Châtel dans le département de la Loire.

## Toponymie
Boisy (en latin Boscum, Bossiacum, Boissiacum) tient son nom d'un bois de chêne qui couvrait ce territoire.

## Historique
En 1362, Jean SIMON un bourgeois de Saint-Haon-le-Châtel qui est sergent d'armes du roi de France, anoblit sa famille ayant transformé ses biens à la suite de nombre d'abénévisations (seigneurie censitaire), il abandonne le nom SIMON et se fait appeler "Jean de Boisy" . Il est marié à Jacqueline de la GRANGE, sœur du cardinal de Lagrange-Pierrefitte, ministre du roi Charles V.
En 1397, les deux fils de Jean SIMON, les frères Humbert et Jean de Boisy obtiennent de Louis II de Bourbon, comte de Forez, l'autorisation de bâtir une maison forte à Boisy.
En 1402, ils construisent un donjon dans un premier temps à « la place de la grange », entouré de fossés (donjon achevé d'être construit en 1402). Ils détenaient une propriété avec des étangs, dont une immense retenue d'eau artificielle de 25 ha. Ils avaient drainé les cours d'eau et ruisseaux en amont. Jacques de Boisy, fils de Humbert vend ses biens au baron Eustache de Lévis qui est marié à Alize de Cousan.
En 1447, Jacques Cœur achète le château de Boisy à Eustache de Lévis de Cousan.
En décembre 1455, Guillaume Gouffier achète le château de Boisy à la suite de la disgrâce de Jacques Cœur en 1451 (disgrâce dont Gouffier a été l'instigateur auprès de Charles VII en tant que premier chambellan du roi, les biens sont confisqués et réattribués).
En 1491, Guillaume Gouffier donne en ferme à Jean Jaillet, notaire à Roanne, la moitié des fossés et du moulin de Roanne.
En 1499, Hélène Catherine de Hangest, dame de Magny, épouse Artus Gouffier fils de Guillaume. Cette Dame de Magny étant artiste, elle fait évoluer, édifier et décorer le château dans sa configuration actuelle, profondément marqué de ses talents. Elle réalise des poteries (dites de Henri II) d'influence italienne car elle avait séjourné avec son mari à Soncino. Elle a un atelier à Oiron, à Boisy et à Roanne. La production en fabrique seigneuriale se poursuivra entre 1530 et 1630. 
Le château bénéficie de deux protections au titre des monuments historiques : inscription en 1927 pour les façades et toitures, classement en 1931 pour les parties extérieures des ailes Sud et Est, de la tour ronde Sud-Est et du donjon carré Nord-Est

## Seigneurs de Boisy
Bien que la famille Simon ait pris le nom "de Boisy", ils n'en étaient pas pour autant seigneurs. C'est avec la famille Gouffier que l'évolution de Boisy s'inscrit dans l'histoire des seigneurs du Roannais. Jacques Cœur laisse quant à lui son nom prestigieux et l'on qualifie le château de Boisy, dit de Jacques Cœur. Quant à Eustache de Lévis-Cousan qui a possédé le Roannais, il n'aura pas détenu assez longtemps Boisy pour le marquer de son passage.
- 1455: Guillaume Gouffier (1435-1495) est seigneur de Boisy, baron du Roannais, seigneur de Bonnivet.
- 1495: Artus Gouffier (1475-1519), fils de Guillaume Gouffier est le précepteur de François Ier (1494-1547). Ce dernier le fait grand-maître de France. En 1516, Anne de France et Charles III de Bourbon lui donnent la moitié de Roanne. En 1519 Artus obtient une décision du Roi (lettre de François du 3/4/1519) portant à terme l'érection de ses terres en duché-pairie du Roannais (Roannez).

- 1519: Claude Gouffier (1501-1570) fils d'Artus devient marquis lorsqu'en 1564 Charles IX (1550-1574) réunit les baronnies de Roanne, Saint-Romain-la-Motte et celle de Boisy en marquisat (première étape, lettre de Charles du 13/5/1564). Il est gouverneur du château d'Amboise. En 1566 Charle IX l'érige en duché sous condition que Claude Gouffier achète les châtellenies de Saint-Haon, Saint-Maurice et Crozet (deuxième étape). C'est finalement Charles IX qui les achète en 1567 et décide que Claude soit duc.
- 1570: Gilbert Gouffier (1553-1582) succède à son père Claude.
- 1582: Louis Gouffier (1575-1642) est le fils de Gilbert. En 1612, le duché du Roannais est érigé en pairie (troisième étape). Lui succédera son petit-fils Artus. Henri Gouffier (1605-1639) fils de Louis est quant à lui marquis de Boisy.
- 1642: Artus II Gouffier (1627-1696) fils de Henri, embrasse l'état ecclésiastique et cède son duché de Roannais à François III d'Aubusson de la Feuillade d'une valeur de quatre cent mille livres, constituant la dot de sa sœur Charlotte (duchesse du Roannais) qui se marie avec ce dernier en 1667. C'est ainsi que le duché du Roannais passe aux mains de la famille d'Aubusson de la Feuillade.
- 1667: François III d'Aubusson de la Feuillade (1631-1691) est duc du Roannais.
- 1691: Louis d'Aubusson de la Feuillade (1673-1725) fils au précédent est duc du Roannais. Il meurt sans enfants. Il teste en faveur d'un lointain cousin de la famille.
- 1725: Hubert François d'Aubusson (1707-1735) est comte de la Feuillade. Il hérite du duché du Roannais (dont Boisy) en conformité avec le testament de Louis.
- 1735: Louis Charles Armand d'Aubusson (1735-1752) fils d'Hubert hérite de son père. Mousquetaire du roi, il meurt très jeune.
- 1752: Catherine Françoise d'Aubusson de la Feuillade (1733-1815) hérite de son frère en 1752 et se marie avec d'Harcourt.
- 1752: François Henri d'Harcourt (1726-1802) épouse Catherine Françoise d'Abusson, il émigre en 1789 en Angleterre à la suite de la Révolution française.

## Responsabilité et gestion de l'eau
Vitale et primordiale, la gestion de l'eau est de la responsabilité du seigneur. De par sa situation géographique, Boisy a de grandes réserves, étangs et cours d'eau venant des monts de la Madeleine et rejoignant la Loire au bas de Roanne. Ils permettent une importante production de nourriture en poisson (XVème), la propulsion des moulins banaux situés sur les rivières, l'alimentation en eau des fossés du château de Roanne, l'évacuation des boues de la cité. L'entretien doit être régulier, renforcement des berges, taille, déblaiement. L'ensemble doit être coordonné, il faut gérer les droits et affectations des moulins. Les différentes crues du fleuve Loire sont catastrophiques et incitent spécialement à la prévision de la gestion de l'eau sur le Roannais.
En 1450: Jacques Cœur avait des projets de grande envergure (gestion du Renaison, l'Oudan et le fleuve Loire) qu'il n'a pas eu le temps de mener à terme. Malgré sa brève durée de propriétaire local on lui doit toutefois le Bief de Boisy, un canal bâti qui amenait l'eau de la Panetière (lieu-dit de Renaison) aux étangs de Boisy. Il captait les ruisseaux et suivait les chemins de Combegrand. En partie enterré il reste cependant visible par endroits.
En 1579, Gilbert Gouffier abénévise un moulin sur la Loire à Mathieu Goyon et Antoine Poude de Roanne.
En 1621, Louis Gouffier donne la place de Roanne vers la halle à François Populus (Populle) à condition de toujours laisser fluer l'eau des fossés du château.
Vers 1700, Messire François d'Aubusson (duc de la Feuillade et du Roannais) accorde à François ODIN (seigneur de Malinières et des Vieux-Fossés) toutes les eaux qui fluent et flueront, à perpétuité, dans le grand chemin venant de St Haon à Roanne. 
En 1706, François III d'Aubusson de la Feuillade reprend le projet de Jacques Cœur de rendre la Loire navigable en amont de Roanne. Mais cette initiative provoque une inondation mortelle dans toute la plaine de Roanne et le discrédite totalement à Versailles. En effet, bien que très peu peuplée, Roanne était située sur le Grand Chemin royal de Paris à Lyon et un tel événement fut connu de toute la cour.